# Agrotis saharae
Agrotis saharae là một loài bướm đêm trong họ Noctuidae.